# Forchhammeria emarginata
Forchhammeria emarginata là một loài thực vật có hoa trong họ Capparaceae. Loài này được Alain mô tả khoa học đầu tiên năm 1965.